# Everglades nationalpark
Everglades nationalpark består av södra delen (20 procent) av det stora våtmarksområdet Everglades i delstaten Florida, USA. Parken täcker ett 6 105 km² stort område och är idag ett världsarv. Sedan 1993 är parken även uppsatt på listan över hotade världsarv. I genomsnitt besöker en miljon människor parken varje år. Everglades är den tredje största nationalparken i kontinentala USA efter Death Valley och Yellowstone.
De flesta nationalparker bevarar unika geografiska särdrag; Everglades National Park var den första som skapades för att skydda ett ömtåligt ekosystem. 36 hotade eller skyddade arter bor i parken, inklusive den amerikanska krokodilen och lamantin.
Ekosystemen i Everglades nationalpark har lidit avsevärt av mänsklig aktivitet, och restaurering av Everglades är en politiskt laddad fråga i södra Florida.

## Historik
Området förklarades nationalpark den 6 december 1947 och ett biosfärområde 26 oktober 1976. Två år senare blev parken även förklarad vildmarksområde. Vildmarken täcker 86 procent av nationalparken.
Det finns ett antal parkeringar och vandringsleder inom parken. Den mest berömda av dessa är Anhingaleden. Denna led ger en möjlighet att komma mycket nära fåglar såsom Häger och Amerikansk ormhalsfågel.